# Mihail Donyika
Mihail Donyika (oroszul: Михаил Доника; Kijev, 1979. május 15.) ukrán származású profi jégkorongozó.

## Életpályája
Profi karrierjét az orosz ligában kezdte a Jaroszlavl Torpedóban 1995–1996-ban. Ekkor mindössze egyetlenegy mérkőzésen játszott. Az 1999-es NHL-drafton a Dallas Stars választotta ki a kilencedik kör 272. helyén. 2000-ig a Torpedóban maradt. 2000–2001-ben a Dinamo Moszkvába került. A következő idényt a Habarovszk Amurban töltötte. 2002–2005 között a Szpartak Moszkva csapatát erősítette. 2005–2006-ban játszott a Perm Molotban és a Novoszibirszk Szibirben. 2006–2007-ben a Nyizsnyij Novgorod Torpedo csapatának tagja volt. 2007–2008-ban játszott még a Nyizsnyij Novgorod Torpedo és a Togljattyi Lada csapatában két mérkőzést majd átigazolt a fehérorosz másodosztályba és az év végén felkerült az első osztályba. A következő szezonban visszatért Oroszországba a másodosztályba.

## Külső hivatkozások
- Statisztika
- Statisztika